# Enrico Laviosa
Enrico Laviosa (Bologna, 18 maggio 1897 – Monte Vodice Località Zagomilla, 17 maggio 1917) è stato un calciatore e militare italiano, di ruolo attaccante o centrocampista.

## Biografia
Figlio secondogenito di Vittorio, importante ingegnere delle Ferrovie dello Stato, e di Clelia Ferrini si trasferì fin da giovane a Roma, seguendo il lavoro del padre. Mentre frequentava il Liceo Torquato Tasso, dette prova di precoce talento calcistico, giocando nella seconda squadra della Lazio nel campionato 1911 con il ruolo di centrocampista ed attaccante.  Nel 1913 fu citato nel bollettino "Lazio", come allievo esploratore.
Fu allievo del corso 1913-16 della Scuola militare Nunziatella, avendo come compagno di corso Amedeo di Savoia-Aosta. Durante il 1915 passò nella prima squadra della Lazio, disputando alcuni incontri. Ammesso come allievo ufficiale all'Accademia di Modena nel 1916, lo stesso anno fu nominato sottotenente effettivo presso il 1º reggimento Granatieri di Sardegna. Dopo aver compiuto a Brescia un corso speciale per mitraglieri, partì per il fronte il 29 gennaio 1917, assumendo il comando della 2ªsezione mitragliatrici della 584ª compagnia mitraglieri (53ª Divisione). Impegnato in tre giorni di aspri combattimenti sul monte Cucco, respinse sette contrattacchi nemici. Durante uno scontro in località Zagomilla, nella sera del 17 maggio fu colpito a morte alla testa da una scheggia di granata nel tentativo riuscito di portare in salvo due soldati feriti. Alla sua memoria fu assegnata la Medaglia d'Argento.

## Carriera
Attaccante e centrocampista. Giocò nella seconda squadra della Lazio nel campionato del 1911. Solo nel 1915 è promosso in prima squadra in alcuni incontri.

## Palmarès

### Club

#### Competizioni nazionali
- Terza Categoria: 1

Lazio: 1911-1912